# Əli Əsədov

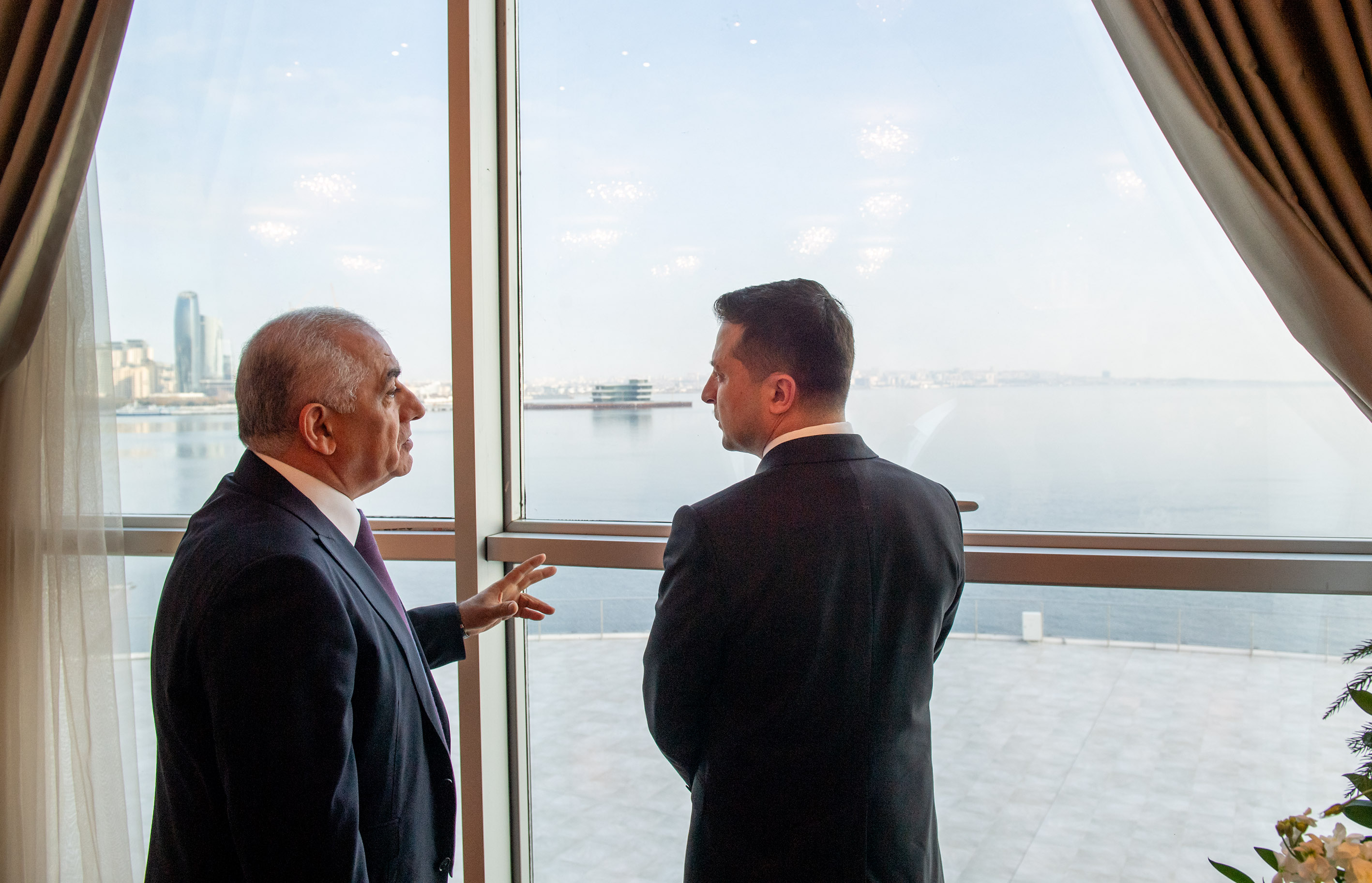
Əli Əsədov podczas rozmowy z prezydentem Ukrainy Wołodymyrem Zełenskim w 2019

Əli Əsədov (azer. Əli Hidayət oğlu Əsədov; ur. 30 listopada 1956 w Baku) – azerski polityk, parlamentarzysta i ekonomista. Od 8 października 2019 premier Azerbejdżanu.

## Życiorys
W 1978 ukończył Moskiewski Instytut Narodowej Gospodarki im. Plechanowa w Moskwie. W latach 1978–1980 służył w Armii Radzieckiej. W 1980 rozpoczął pracę jako główny asystent laboratoryjny w Instytucie Ekonomii Akademii Nauk Azerbejdżańskiej SRR. Od 1981 do 1984 naukę kontynuował w Instytucie Ekonomii Akademii Nauk ZSRR, gdzie uzyskał dyplom studiów podyplomowych z ekonomii. W latach 1989–1995 był zatrudniony jako docent i kierownik Katedry w Instytucie Zarządzania Społecznego i Nauk Politycznych w Baku.
W wyborach parlamentarnych w 1995 został z ramienia Partii Nowego Azerbejdżanu wybrany do Zgromadzenia Narodowego. 17 kwietnia 1998 został asystentem prezydenta Azerbejdżanu ds. gospodarczych.
W 2012 mianowany asystentem ds. ekonomicznych i zastępcą przewodniczącego administracji prezydenckiej. W październiku 2019 został wybrany premierem Azerbejdżanu.

## Ordery i odznaczenia
- Order „Za służbę ojczyźnie” I klasy (2016)[5]
- Order „Za służbę ojczyźnie” II klasy (2012)[6]